# Осада форта Питт
Осада форта Питт (англ. Siege of Fort Pitt) — осада индейскими племенами британского форта Питт в ходе восстания Понтиака летом 1763 года. Индейцы осадили каменный форт, продержали его в осаде около двух месяцев, но не смогли добиться капитуляции британского гарнизона или его ухода. Тогда они пошли на штурм форта, но и штурм завершился неудачей. Узнав о приближении британской армии, индейцы сняли осаду.
Осада стала известна в основном из-за истории с одеялами из карантинного барака, которые были переданы осаждающим форт индейцам в надежде на распространение оспы в их среде. Случай стал упоминаться как первый в истории пример употребления биологического оружия, хотя неизвестны последствия этих событий, и сам подобный метод передачи инфекции считается крайне неэффективным.

## Предыстория
Форт Питт был построен англичанами в 1758 года во время франко-индейской войны, на том месте, где прежде находился французский форт Дюкен. Французы не стали оборонять форт и в  ноябре 1758 года сожгли его при приближении экспедиции Форбса. Сама же экспедиция отчасти была успешной потому, что в октябре 1758 года англичане заключили с индейцами Истонское соглашение, согласно которому индейцы разорвали союз с французами. Индейцы (в основном ирокезы, делавары и шауни) пошли на это соглашение, полагая, что англичане после войны покинут территорию к западу от гор Аллегейни. После 1760 году боевые действия между англичанами и французами постепенно прекратились, а в феврале 1763 года война прекратилась подписанием Парижского мира. Но англичане не покинули территорию, а укрепили свои форты.
Торговец Джеймс Кенни в 1761 году посещал Питтсбург и заметил, что индейцы недовольны тем, что англичане продолжают укреплять форт Питт несмотря на то, что война с французами уже закончилась.
Конфликт с англичанами привёл к восстанию индейцев, известному как «Восстание Понтиака». Индейцы во главе с Понтиаком осадили форт Детройт, и одновременно разослали эмиссаров в соседние племена. Одна из делегаций прибыла к делаварам: 26 мая 1763 года послы прибыли в селение Таскарава и сообщили, что форт Детройт и форт Сандаски осаждены, и пора браться за оружие. Последующие делегации предложили делаверам напасть на форта Питт и Огаста. После взятия форта Детройт Понтиак обещал присоединиться к делаверам для «марша на Филадельфию». Делавары были польщены предложением, поскольку ранее считалось, что ирокезы презирают делаваров и не считают их за мужчин.
Перед тем как начать боевые действия, делавары перенесли свои поселения вниз по реке Огайо. Им также требовалось запастись оружием и порохом. 27 мая Уильям Трент, торговый агент в форте, узнал, что делавары покинули свои поля и селения. Было замечено, что индейцы в спешке продают запасы пушнины и скупают порох и свинец. 29 мая начались нападения на фермы вокруг форта, а 1 июня явился торговец Томас Келхун, которого индейцы заставили покинуть Таскараву, оставив все товары. Он отправился в форт, но по пути индейцы обстреляли его отряд (14 человек) и убили всех, кроме Келхуна и ещё двух.
Комендантом форта в 1763 году формально был Анри Буке, но в декабре 1762 года он уехал в Филадельфию, и фортом временно командовал Саймон Эскуэр, капитан 60-го пехотного полка(Royal American Regiment). При первых признаках тревоги он начал приводить форт в состояние обороны. В его распоряжении было всего 230 человек, из которых половина была регулярами, а половина набрана из местного ополчения. В форте находились так же 150 женщин и детей. В отличие от деревянного форта Детройт, форт Питт был каменным фортом, построенным по правилам европейской фортификации. На его вооружении стояли 16 орудий. Вокруг форта находилось несколько строений, которые теперь сожгли, чтобы не давать укрытия противнику. Но если форт Детройт мог получать какую-то провизию от французских фермеров, то форт Питт мог рассчитывать только на имеющиеся запасы. Эскуэр перевёл гарнизон на половинные рационы. Он так же распорядился перевести гарнизон форта Бёрд на Мононгахиле в свой форт. Он пытался послать предупреждения в форты Венанго и Ле-Бёф, но гонцам пришлось вернуться.
В целом форт был весьма сильным, хотя и не мог поддерживать постоянной связи с пенсильванским Карлайлом. Капитан Эскуэр так же опасался эпидемии оспы, поэтому распорядился построить специальный госпиталь. 30 мая Эскуэр написал полковнику Буке: «у нас такое перенаселение в форте, что я боюсь эпидемий; несмотря на все предосторожности, я не могу содержать это место в надлежащей чистоте. Напротив, оспа уже появилась; я распорядился построить госпиталь под разводным мостом, вне зоны досягаемости мушкетных пуль».

## Осада
Индейцы долго не приступали к осаде, потому что между ними существовали разногласия. Некоторые вожди были против начала боевых действий. Еще 17 июня Эскуэр не был уверен, что форту что-то всерьёз угрожает, но 22 июня форт был атакован индейцами с трёх сторон. Они, однако, сразу отступили при первых залпах орудий. Поскольку у индейцев не было опыта ведения осадной войны, они начали с переговоров: 24 июня делаварский вождь Черепашье Сердце встретился с агентом Александром Макки и объявил ему, что все английские укрепления захвачены, форт Питт остался последним, и все индейцы готовы к нападению. Они медлят только для того, что б дать время защитникам форта уйти, но как только придут индейцы, осаждавшие форт Детройт, то уже никому пощады не будет. Макки ответил, что форт может выдержать нападение любого количества индейцев, и что три армии уже идут для снятия осады, поэтому делаверам стоит подумать о спасении своих семей.
Через некоторое время, в тот же день, произошла вторая встреча, на которой обе стороны смягчили тон. Индейцы запросили подарков, и Эскуэр распорядился выдать им 600 рационов, а среди прочего передал два одеяла и два шарфа (шёлковый и льняной) из карантинного барака.  Торговый агент Уильям Трент записал в журнале: «мы дали им два одеяла и два шарфа из нашего оспяного госпиталя. Я надеюсь, это даст желаемый эффект».
Примерно месяц после этого индейцы не предпринимали попыток штурма, ограничиваясь отдельными выстрелами. 26 июля у стен форта начались новые переговоры, в которых участвовали со стороны делаваров вожди Шингас, Тессакуме, Вингинум, Серые Глаза и Черепашье Сердце, а со стороны шауни Большой Волк и ещё четыре вождя. Тессекуме объявил, что англичане виноваты в начале войны, что они регулярно нарушают соглашения, приходят на землю индейцев с большими армиями и строят форты. Но теперь, по его словам, племена из-за реки (оттава и оджибве) придут сюда и никто их не остановит. «Брат, ты знаешь теперь их замысел; если ты тихо вернешься домой, то ты мудрый человек, но если нет, то увидишь, каковы будут последствия».
На следующий день Экуер дал официальный ответ: он отрицал, что англичане нарушали договоры. Форты, по его словам, были построены для защиты индейцев и их торговли. Что касается земли, то англичане взяли только то, что принадлежало французам. Он сказал, что не сдаст форт, что презирает оттава, и удивлён требованием покинуть форт, ибо уверен, что сможет продержаться три года против всех индейцев на свете.
28 июля индейцы начали плотный обстрел форта, который длился 4 дня. В боях участвовали предположительно делавары, частично шауни, гуроны и минго, всего приблизительно 400 человек по последующей оценке полковника Буке. Индейцы были так уверены в победе, что взяли с собой женщин и детей для вывоза добычи из форта. По ночам 30 и 31 июля индейцы подобрались к форту со стороны реки и вырыли себе укрытия, чтобы вести огонь с близкой дистанции. Осаждённые в ответ использовали ручные гранаты. Согласно отчёту полковника Буке, индейцы убили в форте одного человека и ранили семерых. Среди раненых был капитан Экуер, который командовал обороной укреплений и был ранен стрелой в ногу.
1 августа, узнав о приближении отряда полковника Буке, индейцы отступили от стен форта и отправились на встречу с Буке. 2 августа Экуер отправил полковнику Буке письмо с описанием осады. Он писал, что атака длилась 5 дней и пять ночей, и он уверен, что было убито и ранено 20 индейцев, не считая тех, чья гибель была не замечена. «Я велел, чтоб никто не стрелял, пока не выберет свою цель, так что ни один индеец не мог высунуть нос без того, чтобы получить пулю, ибо у нас тут были весьма неплохие стрелки». Он упомянул, что индейцы использовали горящие стрелы, чтобы поджечь строения форта, но они даже не достигали стен, и только две стрелы пролетели внутрь форта,  и одна из них попала в его ногу.

### Снятие осады
Для спасения форта Питт генерал Амхерст отправил полковника Генри Буке, под началом которого находился 77-й Шотландский пехотный полк и часть 42-го пехотного полка. Индейцы рассчитывали разбить его в иррегулярном лесном сражении наподобие того, как им удалось разбить экспедицию Брэддока в 1755 году. Утром 5 апреля в 22-х милях от форта Питт Буке был атакован и началось сражение при Буши-Ран. Бой длился до темноты, а к ночи Буке занял круговую оборону, возведя баррикады из мешков с мукой. 6 апреля индейцы возобновили атаки, но англичане смогли втянуть их в ближний бой и разбить. Несколько дней Буке приводил свой отряд в порядок, после чего возобновил марш к форту и добрался до него 10 августа. Индейцы покинули окрестности форта Питт и отступили вниз по реке Огайо.

## История с заражёнными одеялами
Эпидемия оспы началась в окрестностях форта Питт ещё весной 1763 года и затронула жителей форта, ввиду чего был построен госпиталь. Эпидемии в регионе происходили примерно раз в десятилетие, в частности, в начале 1750-х. 24 июня 1763 года, во время осады, Уильям Трент во время переговоров передал индейцам немытые одеяла из госпиталя, о чём сделал запись в своём журнале. Впоследствии он составил расписку для компенсации расходов за одеяла. Эта расписка (подписанная Эскуэром) была обнаружена в 1955 году. Капитан Эскуэр был относительно неопытен и прибыл в форт только в ноябре, поэтому автором идеи был, вероятно, сам Трент, хорошо знакомый с оспой. Александр Макки участвовал в переговорах, но едва ли знал о происхождении одеял. Трент в данном случае действовал независимо от генерала Амхерста и полковника Буке.
Через месяц, 22 июля, Трент снова встретился с теми же самыми вождями, у которых всё ещё не было признаков оспы. Англичанин Гершом Хикс, побывавший в плену у индейцев и хорошо знавший делаварский язык, утверждал, что с весны 1763 по весну 1764 года около ста индейцев делаваров и шауни умерли от оспы, что говорит о сравнительно слабом распространении эпидемии.
В начале июля 1763 года генерал Армхерст находился в Нью-Йорке и готовил войска для деблокады форта Питт. Деблокирующей экспедицией должен был командовать полковник Буке. 7 июля Армхерст прислал ему письмо со своими соображениями, где в конце спросил, возможно ли как-то заслать оспу индейцам. Вероятно, на эту мысль его навело сообщение Эскуэра об эпидемии в форте Питт. Буке ответил, что попробует передать (inoculate) оспу при помощи одеял, которые как-нибудь попадут в руки индейцев, и при этом постарается не заразиться сам. Армхерст ответил, что неплохо бы использовать идею с одеялами, равно как и все прочие способы, которые помогут «искоренить эту отвратительную расу». Историк Миддлтон писал, что эта переписка показывает, насколько далеко готовы были зайти британцы и американские колонисты в войне с индейцами.
Исследователь Филип Ренлет обращал внимание, что Буке ранее не болел оспой, не имел иммунитета, и известно, что предпринимал меры, чтобы не заразиться. Он очень беспокоился о своём здоровье и, например, не употреблял алкоголь. Его ответ Амхерсту был уклончивой  формой отказа, и это объясняет, почему эта тема более не обсуждалась, и почему Буке не предпринял никаких реальных шагов в этом направлении.

### Дискуссия о последствиях
Исследователь Сет Карус, специализирующийся на биотерроризме и биологическом оружии, писал, что в литературе часто встречается упоминание эпидемии после инцидента в форте Питт, и даже утверждается, что осада была снята из-за эпидемии, но реально от эпидемии погибло около 100 человек, и она могла начаться ещё до осады форта. Кроме того, эпидемия могла вообще не иметь связи с одеялами Трента; индейцы часто общались с европейцами и большей вероятностью могли подцепить оспу у них, чем получить её через одеяла. Передача оспы через предметы происходит с очень низкой вероятностью. Вирус оспы слабеет вне человека, и через некоторое время теряет способность к заражению. Поэтому неудивительно, что все участники переговоров 22 июня в итоге выжили. Случай в форте Питт показывает, что идея распространения оспы среди индейцев обсуждалась британскими офицерами даже на самом высоком уровне. Хотя не все были согласны с такой стратегией, потому что оспа могла легко перейти и на европейцев.
Историк Грегори Доуд, специалист по индейцам северо-востока, рассматривал историю про одеяла форта Питт в контексте общего блока мифов о заражённых оспой одеялах. Он писал, что факт передачи одеял 24 июля и факт переписки Армхерста — Буке является фактом и не вызывает сомнений, и споры ведутся в основном о глобальных последствиях этих событий. Если передача одеял и имела какие-то последствия, то они никак не были замечены индейцами. В их среде действительно ходили слухи о том, что белые хотят отравить их одеялами, но эти слухи никак не были привязаны к осаде форта Питт. Среди европейцев история с одеялами форта Питт оставалась неизвестной до 1870 года, когда впервые появилась в истории восстания Понтиака авторства Фрэнсиса Паркмана.
В 1924 году журнал Mississippi Valley Historical Review впервые опубликовал журнал Уильяма Трента, в котором он описывает переговоры 2 июля и передачу одеял. Эта история попала в книгу Говарда Пекхама в 1947 году. Вскоре была найдена и расписка Трента, которая стала широко известна с 1955 года. 1969 году активистка Вине Делориа издала книгу Custer Died for Your Sins: An Indian Manifesto, которая стала бестселлером в США. В книге она утверждала, что «в прежние времена [белые] раздавали индейцам заражённые одеяла, чтобы заразить их».
В 1983 году Дональд Хопкинс назвал переписку Амхерста с Буке «самым примечательным случаем того, как оспа была рекомендована в качестве оружия против индейцев», хотя и он был вынужден признать, что последствия этого замысле неизвестны.
К той истории снова вернулись в 1980-е и 1990-е на волне исторического ревизионализма, и больше всего о ней писал историк Фрэнсис Дженнингс. В книге Empire of Fortune (1988) он утверждал, что вспышки оспы в 1750-х годах могли быть следствием британской биологической войны, и что осада форта была снята не из-за похода Буке, а из-за эпидемии. В 1993 году он продолжил эту тему в книге The Founders of America, снова утверждая, что гарнизон был спасён оспой, и что британцы тем самым устроили «ужасающую эпидемию среди делавэров». В третий раз он коснулся этого эпизода в книге Benjamin Franklin в 1996 году. Он снова написал, что приём с одеялами сработал, и поэтому осада была снята.
В реальности история с одеялами форта Питт была неизвестна индейцам и белым до 1870 года, хотя мифы о том, что белые распространяют среди индейцев заразу, существовали с 1580-х годов. Индейцы обвиняли англичан в колдовстве с целью истребить индейцев, в отравлении воздуха, в том, что они стреляют заразой из ружей, хотя самым частым было обвинение в отравлении оспой через водку (Например, во время эпидемии оспы среди чероки в 1739 году индейцы были уверены, что причина оспы в чрезмерном употреблении алкоголя). Мифы об отравлении индейцев одеждой всего лишь один из многочисленных вариантов этого мифа.
Ткани действительно могут при определённых условиях переносить заразу. В XVIII веке, до открытия вирусов, врачи были убеждены, что именно грязная одежда является основным разносчиком оспы, поэтому от побывавших в заражённых регионах требовали менять одежду. Впоследствии было выявлено, что оспа распространяется воздушно-капельным путём, и лишь в редких случаях через предметы.

### Статьи
- Ranlet, P. The British, the Indians, and smallpox: what actually happened at Fort Pitt in 1763? // Pennsylvania History: A Journal of Mid-Atlantic Studies. — Southern Historical Association, 2000. — Т. 67, вып. 3. — С. 427–441. — PMID 17216901.